# Tatiana Suarez
Tatiana Yadira Suarez, född 19 december 1990 i Azusa i Kalifornien, är en amerikansk MMA-utövare som sedan 2016 tävlar i organisationen Ultimate Fighting Championship.